# لشکر ۲۷ پیاده‌نظام ارتش میهنی
لشکر ۲۷ پیاده‌نظام ارتش میهنی (لهستانی: 27 Wołyńska Dywizja Piechoty) واحدی از ارتش میهنی لهستان بود که سال ۱۹۴۴ در ناحیه وولینیا می‌جنگید. این واحد در ۱۵ ژانویه ۱۹۴۴ از واحدهای کوچک‌تر پارتیزانی که برای دفاع در برابر کشتارهای لهستانی‌ها در وولینیا و گالیسیای شرقی به وجود آمده بودند بر اساس الگو لشکر ۲۷ پیاده‌نظام لهستان در پیش از جنگ جهانی دوم تشکیل شد.

## تاریخچه
این واحد در ژانویه ۱۹۴۴ استعدادی نزدیک به ۶۵۰۰ نفر متشکل از سربازانی از کوول، لوتسک و لوتسک و پلیس‌های لهستانی داشت که از خدمت برای آلمان گریخته بودند. در مارس ۱۹۴۴ توان این یگان به ۷۳۰۰ سرباز، افسر و درجه‌دار می‌رسید که آن را تبدیل به یکی از قدرتمندترین گروه‌های پارتیزانی در اروپای مرکزی می‌نمود.
لشکر ۲۷ پیاده‌نظام در ابتدا به واحدهای محلی که در برابر کشتار لهستانی‌ها در وولینیا با ارتش شورشی اوکراین می‌جنگیدند کمک می‌نمود. همچنین درگیری‌هایی نیز با یگان‌های ضد پارتیزانی و واحدهای ورماخت داشت. علی‌رغم دستور اکید فرماندهان این لشکر و دولت در تبعید لهستان مبنی بر عدم آسیب رساندن به غیرنظامیان، بعضی از سربازان لهستانی با سوزاندن روستاهای اوکراینی و کشتن غیرنظامیان اوکراینی در وولینیا، کشتار لهستانی‌ها را تلافی می‌کردند.
در سال ۱۹۴۴ لشکر ۲۷ پیاده‌نظام در چند درگیری بزرگ حضور داشت که چند مورد آن با همکاری پارتیزان‌ها شوروی یا واحدهای در حال پیشروی ارتش سرخ بود. با رسیدن قوای ارتش سرخ به خاک لهستان از این واحد خواسته شد که به یگان‌های لهستانی ازتش سرخ ملحق شوند اما فرماندهان لشکر ۲۷ پیاده‌نظام این خواسته را رد کرده و به شیوه مبارزه پارتیزانی ادامه دادند تا آنکه در ۲ آوریل نیروهای آلمانی این یگان را در اطراف کوول محاصره کردند.
شوروی قول داده بود که به شکست محاصره لشکر ۲۷ کمک نماید اما پس از گذشت دو هفته و خلف وعده شوروی، نیروهای لهستانی محاصره را شکسته و به سمت وووداوا حرکت کردند که در این درگیری‌های سنگین ۱۰ تا ۵۰ درصد توان لشکر ۲۷ از دست رفت. هنگامی که باقی‌مانده یگان توانست خود را به خطوط ارتش سرخ برساند افسران آن توسط اِن‌کاوه‌ده دستگیر و به روسیه فرستاده شدند. سربازان لهستانی نیز در لشکر ژنرال زیگموند برلینک ادغام گشتند.
قسمتی از نیروهای لشکر ۲۷ پیاده‌نظام ارتش میهنی که توانستند به غرب لهستان بگریزند به واحدهای محلی ارتش میهنی پیوستند و در آزادسازی آن مناطق شرکت داشتند. با رسیدن ارتش سرخ به این قسمت از لهستان، نیروهای ارتش میهنی لهستان به سرعت توسط شوروی خلع سلاح و مانند دیگر واحدهای لهستانی به گولاگ‌ها فرستاده شدند.